# Dalpalan
Dalpalan (nascut Kang Ki-young el 16 de juliol de 1966) és un compositor de bandes sonores de pel·lícules i director musical de Corea del Sud. Va treballar freqüentment en col·laboració amb el músic Jang Young-gyu. Com a director musical és conegut pel seu treball a la pel·lícula Gokseong (2016).

## Carrera
Dalpalan va néixer a Seül i es va graduar a la Yongsan High School. Va ser un músic coreà de primera generació de heavy metal i electrònic. Va tocar el baix quan es va fundar Sinawi, però va abandonar el grup durant l'enregistrament del seu primer àlbum. Més tard va tornar per al seu segon àlbum. Després, va treballar en el segon i tercer àlbum de H2O, que tenia un gènere musical alternatiu. El 1995, va formar una Pippi Band amb el vocalista Lee Yoon-jung i el guitarrista Park Hyeon-joon, a qui va conèixer a H2O, i va experimentar amb la música punk.
El 1997, després que Lee Yoon-jung deixés el grup, va reclutar a Goguma (Byung-jun) i va canviar el nom del grup a 'Pippi Longstocking' per continuar llurs activitats.
A finals de la dècada de 1990, va canviar el nom per 'Dalparan' i va llançar un àlbum de techno, marcant l'inici de la seva afanyosa recerca de la música electrònica. També va treballar a "Lie" i "Sweet Life".
El 2007, el primer àlbum de Pippi Band, "Cultural Revolution", va ser seleccionat com el 51è dels 100 millors àlbums de música popular coreana per Kyunghyang Shinmun i el webzine especialitzat en música "Heart Network". La majoria dels tons utilitzats a la seva música techno són psicodèlics, i sovint utilitza tons aguts i agressius en instruments electrònics d'època cars com ara Waldorf i Roland TB-303.
Va ser el director de cinema Jang Sun-woo qui va introduir Dalpalan al món de la música de cinema. El director va suggerir que volia escriure música per a les dues bandes per a la pel·lícula "Bad Movie" (1997). Després, Dalparan va fer el seu debut com a director musical amb "Lie" (1999).
Dalparan va donar a conèixer el seu nom a la indústria cinematogràfica formant un grup anomenat Peach Project amb Jang Young-gyu, Bang Youn-suk i Lee Byung-hun.
Tot i que havia participat en algunes de les músiques del drama de SBS «Big Issue» el 2019, «Mine» és la primera vegada que supervisa la música general d'un drama.</nowiki> Seguida de la segona temporada de Kingdom Season 2.
Els directors de música de cinema Kim Tae-seong, Dalparan i Bang Jun-seok van ser els que van dirigir el primer cinema d'àudio de Corea.

## Filmografia
- Bad Movie (1997)
- The Cut Runs Deep (1998)
- Lies (1999)
- Resurrection of the Little Match Girl (2002)
- Cowardly Vicious (2002; curtmetratge)
- The Coast Guard (2002) - music dept.
- A Bizarre Love Triangle (2002) - music dept.
- R-Point (2004)
- Three... Extremes (2004)
- Dalkomhan insaeng  (2005)
- Boy Goes to Heaven (2005)
- The Aggressives (2005)
- The Fox Family (2006)
- Goodbye Children (2006; curtmetratge)
- Les Formidables (2006)
- Tazza: The High Rollers (2006) - music dept.
- Dasepo Naughty Girls (2006)
- Love Exposure (2007)
- Like Father, Like Son (2008) - music dept.
- The Good, the Bad, the Weird (2008)
- Antique (2008)
- Crush and Blush (2008) - music dept.
- A Million (2009)
- Foxy Festival (2010)
- The Yellow Sea (2010) - music dept.
- The Front Line (2011)
- Quick (2011)
- Moby Dick (2011)
- Countdown (2011)
- Dream the Good Dream (2011; curtmetratge)
- The Thieves (2012)
- Dangerously Excited (2012)
- Man on the Edge (2013)
- Cold Eyes (2013)
- Secretly, Greatly (2013)
- South Bound (2013)
- For the Emperor (2014)
- My Ordinary Love Story (2014)
- The Silenced (2015)
- Assassination (2015)
- Gokseong (2016)
- Vanishing Time: A Boy Who Returned (2016)
- Fangs (2016)
- The Sound of Memories (2016)
- Yourself and Yours (2016)
- Master (2016)
- Claire's Camera (2017)
- The Accidental Detective 2: In Action (2018)
- Love+Sling (2018)
- Believer (2018)
- Hotel by the River (2018)
- Samjin Company English Class (2020)
- The Call (2020)
- Collectors (2020)
- Mine (minisèrie) (2021)
- Secret Royal Inspector & Joy (2021)
- Gentleman (2022)
- See You in My 19th Life (2023)

## Premis i nominacions
| Any  | Premi                                                           | Categoria             | Treball nominat                    | Resultat  | Ref.   |
| ---- | --------------------------------------------------------------- | --------------------- | ---------------------------------- | --------- | ------ |
| 1999 | Premis Mnet Video Music Awards 1999                             | Millor actuació indie | "휘파람별의 초대"                  | Nominat   |        |
| 2005 | 25è Premis de l'Associació Coreana de Crítics de Cinema         | Millor música         | Dalkomhan insaeng                  | Guanyador |        |
| 2005 | 26ns Premis de Cinema Drac Blau                                 | Millor música         | Dalkomhan insaeng                  | Nominat   |        |
| 2005 | 42ns Premis Grand Bell                                          | Millor música         | Dalkomhan insaeng                  | Nominat   |        |
| 2005 | 4ts Premis del Cinema Coreà                                     | Millor música         | Dalkomhan insaeng                  | Nominat   |        |
| 2005 | XXXVIII Festival Internacional de Cinema Fantàstic de Catalunya | Millor banda sonora   | Dalkomhan insaeng                  | Guanyador |        |
| 2008 | 29ns Premis de Cinema Drac Blau                                 | Millor música         | The Good, the Bad, the Weird       | Nominat   |        |
| 2008 | 17ns Buil Film Awards                                           | Millor música         | The Good, the Bad, the Weird       | Nominat   |        |
| 2009 | 3rs Asian Film Awards                                           | Best Composer         | The Good, the Bad, the Weird       | Nominat   |        |
| 2011 | 32ns Premis de Cinema Drac Blau                                 | Millor música         | The Front Line                     | Nominat   |        |
| 2013 | 34ns Premis de Cinema Drac Blau                                 | Millor música         | Cold Eyes                          | Nominat   |        |
| 2015 | 24ns Buil Film Awards                                           | Millor música         | The Silenced                       | Nominat   |        |
| 2015 | 36ns Premis de Cinema Drac Blau                                 | Millor música         | Assassination                      | Nominat   |        |
| 2015 | 52ns Premis Grand Bell                                          | Millor música         | Assassination                      | Nominat   |        |
| 2016 | 25ns Buil Film Awards                                           | Millor música         | Gokseong                           | Nominat   |        |
| 2016 | 37ns Premis de Cinema Drac Blau                                 | Millor música         | Gokseong                           | Guanyador | [ 18 ] |
| 2017 | 54ns Premis Grand Bell                                          | Millor música         | Vanishing Time: A Boy Who Returned | Guanyador |        |
| 2017 | 22ns Chunsa Film Art Awards                                     | Premi tècnic (music)  | Gokseong                           | Nominat   |        |
| 2018 | 27nsBuil Film Awards                                            | Millor música         | Believer                           | Nominat   | [ 19 ] |
| 2018 | 55ns Premis Grand Bell                                          | Millor música         | Believer                           | Nominat   | [ 20 ] |
| 2018 | 39ns Premis de Cinema Drac Blau                                 | Millor música         | Believer                           | Guanyador |        |
| 2019 | 28th Buil Film Awards                                           | Millor música         | Hotel by the River                 | Nominat   |        |
| 2021 | 41st Premis de Cinema Drac Blau                                 | Millor música         | Samjin Company English Class       | Guanyador | [ 21 ] |
| 2021 | 30nsBuil Film Awards                                            | Millor música         | Samjin Company English Class       | Nominat   |        |
| 2021 | 42ns Premis de Cinema Drac Blau                                 | Millor música         | The Call                           | Nominat   |        |
| 2023 | 32ns Buil Film Awards                                           | Millor música         | Phantom                            | Guanyador | [ 22 ] |
| 2023 | Grand Bell Awards                                               | Millor música         | Phantom                            | Guanyador | [ 23 ] |